# 三重県道27号神戸長沢線
三重県道27号神戸長沢線（みえけんどう27ごう かんべながさわせん）は、三重県鈴鹿市を通る主要地方道（三重県道）である。

## 概要
鈴鹿市の中心部と東名阪自動車道・鈴鹿市長沢町を結ぶ。

### 路線データ
2016年（平成28年）4月1日現在。
- 総延長：13.1455 km[1]
- 実延長：11.8328 km[1]
- 重用延長：1.3127 km[1]
- 起点：鈴鹿市神戸矢田部町字矢田部692番地先[1] - 河田交差点＝三重県道8号四日市鈴鹿環状線交点
- 終点：鈴鹿市長沢町字間倉1264-1番地先[1] - 鈴峰中学校西方交差点＝三重県道560号鈴鹿公園長沢線交点
- 橋梁：11本 (499.5m)[1]

## 歴史
- 1971年（昭和46年）6月26日 - 建設省（現・国土交通省）が主要地方道に指定[2]。
- 1972年（昭和47年）3月31日 - 路線認定[1]。当初は国道23号と交差する鈴鹿市役所前交差点を起点としていた。
- 1976年（昭和51年）4月1日 - 鈴鹿市役所前の国道23号が三重県道103号へ降格、国道23号と交差しなくなる。
- 1982年（昭和57年）12月3日 - 鈴鹿市役所前～河田交差点間は三重県道8号四日市鈴鹿環状線との重複区間となる。
- 1993年（平成5年）5月11日 - 建設省から、主要県道神戸長沢線が神戸長沢線として主要地方道に指定される[3]。
- 1994年（平成6年）4月1日 - 起点が鈴鹿市役所前交差点から河田交差点へ変更。

## 路線状況
鈴鹿市の中心部から直接、東名阪道に接続しているが、国道1号線から西は住宅街の中を抜けているため道幅が狭く、途中数か所で複雑な交差点があったが、2003年に市道津賀三畑線が開通。三重県道637号線・市道庄野汲川原線を経て三重県道54号線(中央道路)へ繋がりバイパスの役割を成していた。2015年3月31日に三畑町中交差点〜伊船町東交差点間が4車線に拡幅された。
2019年4月1日、汲川原町交差点 - 三畑町中交差点間が県道27号の正式路線として区域変更。

### 重複区間
- 国道1号（鈴鹿市上野町 - 鈴鹿市汲川原町）

## 地理

### 通過する自治体
- 鈴鹿市

### 交差する道路
- 三重県道8号四日市鈴鹿環状線：河田町交差点（鈴鹿市河田町）起点
- 国道1号・国道25号（鈴鹿市上野町 - 汲川原町）
- 三重県道643号三行庄野線（鈴鹿市庄野町 - 汲川原町）
- 三重県道637号辺法寺加佐登停車場線（鈴鹿市津賀町）
- 三重県道638号西庄内高塚線（鈴鹿市広瀬町）
- 東名阪自動車道 鈴鹿IC
- 国道306号（鈴鹿市長澤町）
- 三重県道407号三畑四日市線
- 三重県道560号鈴鹿公園長沢線（終点）

### 沿線にある施設など
- 富士フイルムマニュファクチャリング
- 鈴鹿市西部体育館
- 鈴鹿市立鈴峰中学校
- 鈴鹿市立深伊沢小学校